# Alfie Anido
Alfie Anido (n. Manila, Filipinas; 30 de diciembre de 1959 - f. Filipinas; 30 de diciembre de 1981) fue un modelo y actor galán de cine filipino.

## Biografía
Nacido con el nombre de Alfonso Serrano Anido, hijo del matrimonio compuesto por Alberto Anido y Sara Serrano, tuvo cuatro hermanos, entre ellos el también actor filipino Albert Anido.
Se inició a corta edad como modelo de varios desfiles y comerciales hasta que fue contratado por Regal Films, una compañía líder en producción de cine filipino. Debutó como actor en el grupo de los denominados "Bebés Regal", junto a otros actores de su edad como Gabby Concepción, William Martínez, Albert Martínez, Jimi Meléndez, Maricel Soriano, Serna Snooky y Lorna Tolentino.
Actuó en seis de sus películas junto a la actriz Alma Moreno. También actuó en la exitoso film Katorse, cuya temática principal abarcaba el embarazo adolescente.

## Carrera
- 1980: Nympha - El papel de introductor, Marcial
- 1980: Uhaw sa Kalayaan - Arman
- 1980: Temptation Island - Alfredo
- 1980: Katorse - Albert
- 1980: Waikiki : Sa lupa ng mga namiento Pangarap - Ronald
- 1981: Bihagin: Bilibid Boys - Steve Guanzon
- 1981: Blue Jeans - Joey Amador
- 1981: Pabling - Fredo
- 1981: Bilibid Gays - Steve
- 1981: Kasalanan Ba? - Benjie
- 1981: Throw Away Child - Lcdo. Delfín Llamzon (película póstuma lanzada en 1982)
- 1981: Dormitoryo - Phillip (película póstuma lanzada en 1982)
- 1981: Diosa - Jun Alegre (película póstuma publicada en 1982)
- 1981: Diary of Cristina Gaston - Alfredo (película póstuma lanzada en 1982)

## Vida privada
En su corta vida tuvo un romance con la actriz Dina Bonnevie, su coestrella en el clásico de 1980 Temptation Island.

## Muerte
Tras su muerte en diciembre de 1981 por herida de bala de este surgieron varias hipótesis tanto de suicidio como de homicidio. Hubo rumores de asesinato involucrando a personajes poderosos. Unos de los posibles sospechosos fue el padre de su exnovia Katrina, que era un oficial de alto rango del ministerio de defensa bajo Juan Ponce Enrile, ministro de Ferdinand Marcos, cuyo gobierno controlaba los medios de comunicación durante ese período. La hipótesis de suicidio lo relacionaba con su ruptura con Dina Bonnevie, que posteriormente se casaría con Vic Sotto. Al final se declaró muerte por suicidio.